# Крізь браму срібного ключа
«Крізь бра́му срі́бного ключа́» (англ. Through the Gates of the Silver Key) — фантастичне оповідання американського письменника Говарда Філіпса Лавкрафта, написане в співавторстві з Гоффманом Прайсом від жовтня 1932 до квітня 1933 року. Вперше був опубліковано в журналі «Weird Tales» у липні 1934 року. Оповідання «Крізь браму срібного ключа» є прямим продовженням оповідання «Срібний ключ» (1926) і входить до «Циклу снів», хоча, при цьому, в ньому переважно описано світи в космосі.

## Сюжет

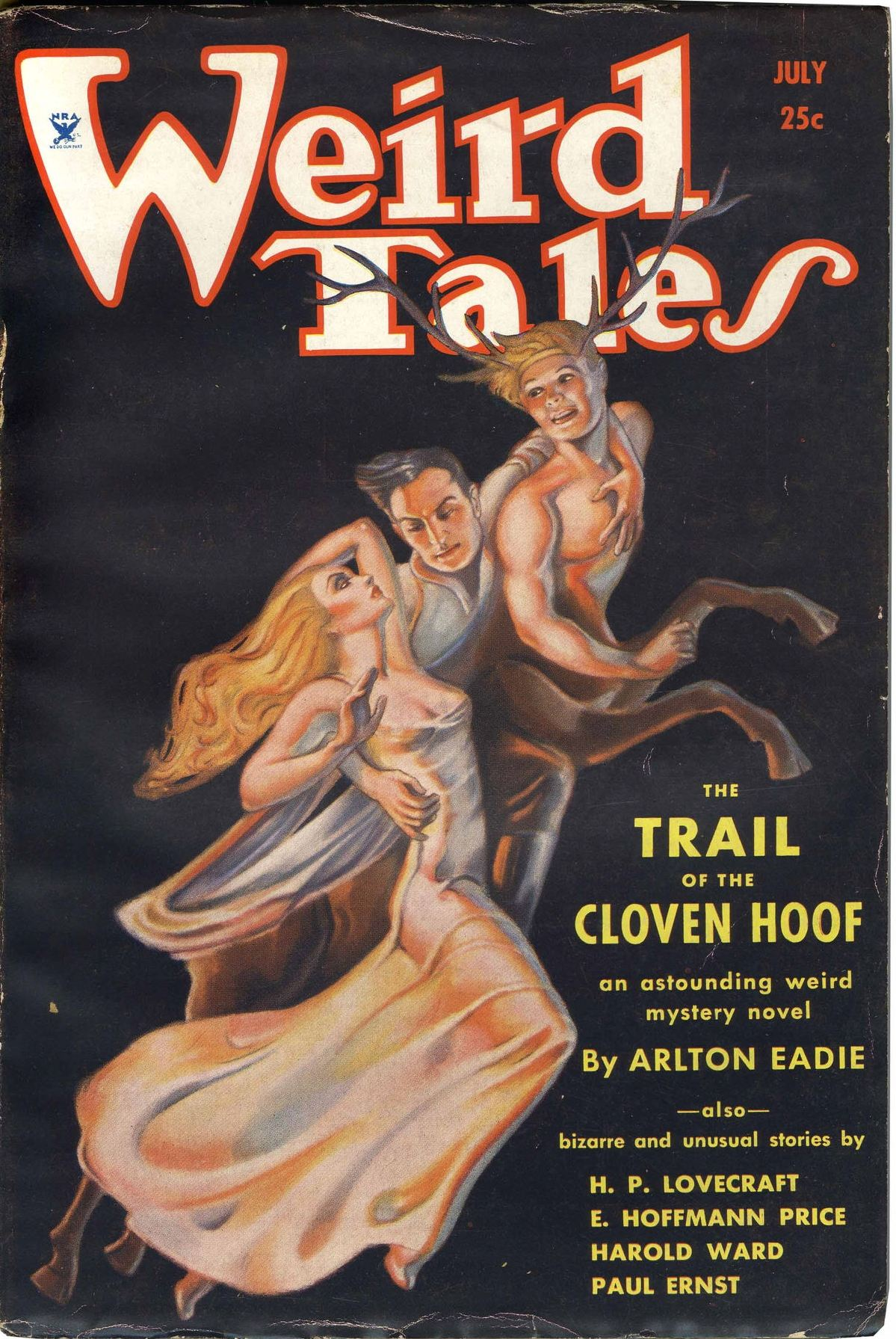
Weird Tales (липень 1934 року, том 24, № 1); малюнок Арлтона Іді «Слід роздвоєного копита». Маргарет Брандейдж

На початку оповідання йдеться про таємниче зникнення Рендольфа Картера 1928 року і повторюються події попереднього оповідання «Срібний ключ». Події відбуваються 1932 року в Новому Орлеані, в будинку Картера, де зібралися з приводу спадщини четверо чоловіків: Етьєн Маріньї, Аспінволл, Ворд Філліпс і Свамі Чандрапутра. Кімнату огортав дурманливий дим пахощів, а в кутку цокав годинник у формі труни, з чотирма стрілками показуючи позаземний час. Починається слухання справи про спадщину. Розглядаються листи, книги та предмети Картера.

Свамі передає послання від Картера з Іншого світу. Картер знайшов у печері браму в космос і вирушив до «Остаточної порожнечі» (англ. Last Void), де мешкає провідник Умр ат-Тавіла — Найдавніший, який створив життя на Землі мільйони років тому, коли по ній ходили Забуті лики (англ. Forgotten shapes) і Жахливі ожилі тварини (англ. Monstrous living things). У легендах про цю сутність вказують символ у вигляді гігантської руки. Картер опинився в приміщенні посеред космосу, де стоять кам'яні квазігексагональні п'єдестали, на яких сидять невизначені фігури (англ. ill-defined Shapes). Одна з фігур ковзає під поверхнею підлоги. Стародавні (англ. Ancient One) кажуть, що Картер має пройти «Останню браму» (англ. Ultimate Gate) і посвячують його в одного з них. Звучить дивний спів, що занурює Стародавніх у сон, де вони споглядають безмежні Зовнішні простори та абсолютні межі, щоб увібрати сили для відкриття «Останньої брами». Картер пройшов у титанову арку в кам'яній брилі і перестав бути однією людиною, ставши одночасно багатьма людьми, у багатьох місцях часу, які існують поза часом та традиційною моделлю трьох вимірів. У незбагненний спосіб, усі вони складають легіон з нього самого.
Картера можна порівняти з індуїстським божеством із безліччю рук і голів. Він перестав розуміти, хто справжній Картер, а кого додано. Едмунд Картер, що втік із Сейлема в Аркгем; Пікман Картер, який 2169 року відіб'є натиск монгольських орд у Австралії; маленький хлопчик Картер, незрозуміла тінь Картера на п'єдесталі, Картер у космосі, Картери з інших часів. З'являється нескінченне число істот, створених із нього самого: сутність із планети Кітаніл, яка відвідала Гіперборею, де поклонялися Тсатхоггуа; форма життя на Китанілі; істота з галактики Шонхі (англ. Galactic Shonhi); чотиривимірний газоподібний розум (англ. Four-dimensioned gaseous consciousness); рослинний мозок з комети (англ. Vegetable brain on a dark radio-active comet); летючий мозок із космосу (англ. Vaporous brains of the spiral nebulae); Картери нелюдських форм, хребетні та безхребетні тварини-Картери, Картери-рослини; Картери, що летять у космосі від одного світу до іншого; спори вічного життя, що дрейфують з одного Всесвіту до іншого…
Якась надприродна сутність «Буття» (англ. BEING) зібрала всі його сутності воєдино і відкрила йому таємниці світобудови, чого раніше удостоїлися лише 11 істот із Землі, з яких 5 були людьми. Картер пізнав таємниці наук та сили богів Землі (англ. Gods of earth), і захотів дізнатися про вимерлу расу істот на далекій планеті Яддит, «Буття» попередило Картера, щоб він запам'ятав символи, необхідні для його повернення додому, а потім перенесло свідомість Картера в тіло іношпланетянина Зкауби (англ. Zkauba). Картер опинився в світі майбутнього, що ще не народився, з п'ятьма сонцями, на планеті Яддит, де мешкають схожі на тапірів істоти з клешнями (англ. Clawed, tapir-snouted denizens), а також жахливі Бголи (англ. Bholes). Бажання Картера було помилкою бо він виявився замкненим у тілі клешнерукої захеканої істоти. Два розуми боролися в одному тілі та періодично змінювали один одного. На жаль, Картер забув символи повернення до свого світу. Пройшли тисячоліття, Картер облетів на світловому кораблі-оболонці (англ. Light-beam envelopes) планети Стронті, Мтуру, Кат і побував у бібліотеці, де описано десять тисяч живих світів. Там він розмовляв з мудрецями Яддита та зі старійшинами Буо (англ. Arch-Ancient Buo). Картер виявив спосіб придушити іношпланетний розум за допомогою наркотичного зілля. Опанувавши тіло, Картер полетів на світловому кораблі через безодні космосу до потрійної зірки Нітон, а звідти — до Землі. Йому довелося пройти весь цей шлях, заради формули в його щоденнику із заклинаннями Р'лієг, яким розмовляли Поріддя Ктулху (англ. Spawn of Cthulhu), які можуть повернути його в тіло людини. Тим часом Картер попросив Свамі утримати будинок від поділу спадщини.
Свамі стверджує, що Картер повернувся 1930 року до Бостона і після жив у Вест-Енді. Аспінвол нервується і звинувачує Свамі в шахрайстві. У бійці він зриває маску з обличчя Свамі. Виявилося, що насправді Свамі не людина, а Картер все ще замкнений в огидному тілі іншопланетянина Зкауби. Аспінвол упав, як мертвий. Інші очевидці не побачили обличчя Картера/Зкауби. Потім Картер відкрив клешнями дверцята годинника у формі труни і зник усередині (використавши годинник як засіб переміщення в часі). Розповідь закінчується розпливчастим постскриптумом, у якому йдеться, що Свамі був злочинцем і загіпнотизував інших спадкоємців, щоб привласнити собі майно. Моторошна історія викликала в Аспінволла серцевий напад. Відтоді Де Маріньї не може не думати про дивний годинник.

## Натхнення
Історія бере початок з інтересу Гоффмана Прайса до оповідання Лавкрафта:
|  | Одним з моїх улюблених оповідань Лавкрафта було й залишається «Срібний ключ». Розповідаючи йому про задоволення, яке я пережив, перечитуючи оповідання, я запропонував написати продовження, щоб пояснити долю Картера після його зникнення. |

Після переконань, Лавкрафт неохоче погодився співпрацювати над продовженням, і в серпні 1932 Прайс написав чернетку з 6000 слів. У квітні 1933 Лавкрафт випустив версію з 14 000 слів, яка, за оцінкою Прайса, залишила незмінною «менше п'ятдесяти його оригінальних слів».
«Енциклопедія Лавкрафта» каже, що автор «дотримувався якомога більшої кількості концепцій Прайса, а також згадує деякі з його вигаданих мов». Таким чином, багато з центральних ідей в оповіданні походять від Прайса: ім'я араба «Умр-ат-Тавіл», математичні теореми, численні втілення Картера. Прайс ерудований у галузях неоплатонічної думки, теософії та окультизму. Навіть цитата з «Некрономікона» переважно написана Прайсом у загальних рисах, хоча, вона наслідує літературний стиль Лавкрафта. Прайс переносить багато ідей раніших творів Лавкрафта. В оповіданні згадується «Книга Тота» та індійська міфологія.
Прайс залишився задоволеним результатом Лавкрафта, сказавши: «Звичайно, він мав рацію у відкиданні всього, крім основного плану. Я міг тільки дивуватися, як багато він створив з мого неадекватного і невмілого початку». Чернетку Прайса опубліковано під заголовком «Повелитель ілюзій» у журналі «Crypt of Cthulhu» 1982 року.
В англійській літературі часто описуються інші світи, такі як «Світ Фей» або «Країна богів», куди можна потрапити, маючи магічний предмет, такий як срібна гілка.
Кларк Ештон Сміт у оповіданні «Світло із Замежжя» (англ. The Light from Beyond) (квітень 1933) описує схожі перетворення героя на безліч істот.

## Критика
Вілл Мюррей, дослідник творчості Лавкрафта, говорив про «Крізь браму срібного ключа», що «Як подоба казок Дансені за співпраці Прайса та Лавкрафта воно провалилось; оскільки міфічна оповідь багата ідеями, але вони дуже розбавлені». У «Тисячі плато» (1980) Жиль Делез і Фелікс Ґваттарі назвали це оповідання одним із шедеврів Лавкрафта.

## Персонажі
- Картер

Рендольф Картер (англ. Randolph Carter) — головний герой, який зник безвісти. Картер довгі роки прожив у Бостоні, але його предки були родом з Аркгема.
- Свамі

Свамі Чандрапутра (англ. Swami Chandraputra) — чорнобородий індус у тюрбані браміна вищої касти. Його нерухоме чітко окреслене обличчя і чорні, як ніч, блискучі очі, справляли дивне враження. Посвячений у таїнства містик із Бенареса. Він говорив, підкреслюючи кожне слово, тому його голос звучав якось механічно і водночас глухо, контрастуючи з багатством і правильністю інтонацій, характерних для корінного англосакса, але зовсім не уродженця Індії. Одягнений як європеєць, але широкий костюм сидів на ньому нескладно, а густа борода, східний тюрбан і довгі рукавички надавали його вигляду відтінку якоїсь заморської ексцентричності.
- Гарлі

Гарлі Воррен (англ. Harley Warren) — близький друг Картера, містик із Південної Кароліни, вивчав мову Наакаль і мову гімалайських жерців. Навчався в Полковника Черчворда. Ворен знайомий з Йогом, який побував у Ян-хо, на руїнах древнього Ленга, і вивіз із міста кілька диковин. Ворен 1919 року вивчав древні фоліанти з Індії. Одна з книг була написана на іншій планеті. Воррен узяв її на старий цвинтар і спустився в склеп, після чого зник безвісти.
- Етьєн

Етьєн-Лоран де Мариньї (англ. Etienne-Laurent de Marigny) — вчений-містик, сходознавець, креол, виконавець духівниці і видавець Картера. Спочатку будинок у Новому Орлеані належав йому. Служив разом із Картером у Французькому іноземному легіоні. Показав Картеру секрети склепів у Байонні на півдні Франції.
- Ворд

Ворд Філліпс (англ. Ward Phillips) — містик із Провіденсу. Ймовірно, персонаж має стосунок до самого Лавкрафта.
- Еспіноволл

Ернест К. Еспіноволл (англ. Ernest B. Aspinwall) — кузен Картера, есквайр із Чикаго. Є двоюрідним братом за материнською лінією (тому не Картер). Сивий, щільний, з червоним, апоплексичним обличчям та короткими бакенбардами.

### Другорядні персонажі
Оповідач згадує персонажів із оповідання «Срібний ключ»: Старого Паркса (англ. Old Parks), Гуді Фаулера (англ. Goody Fowler), Крістофера (англ. Christopher), Едмунда Картера (англ. Edmund Carter), Беніджу Корі (англ. Benijah Corey), полковника Черчворда (англ. Col. Churchward).

## Образи

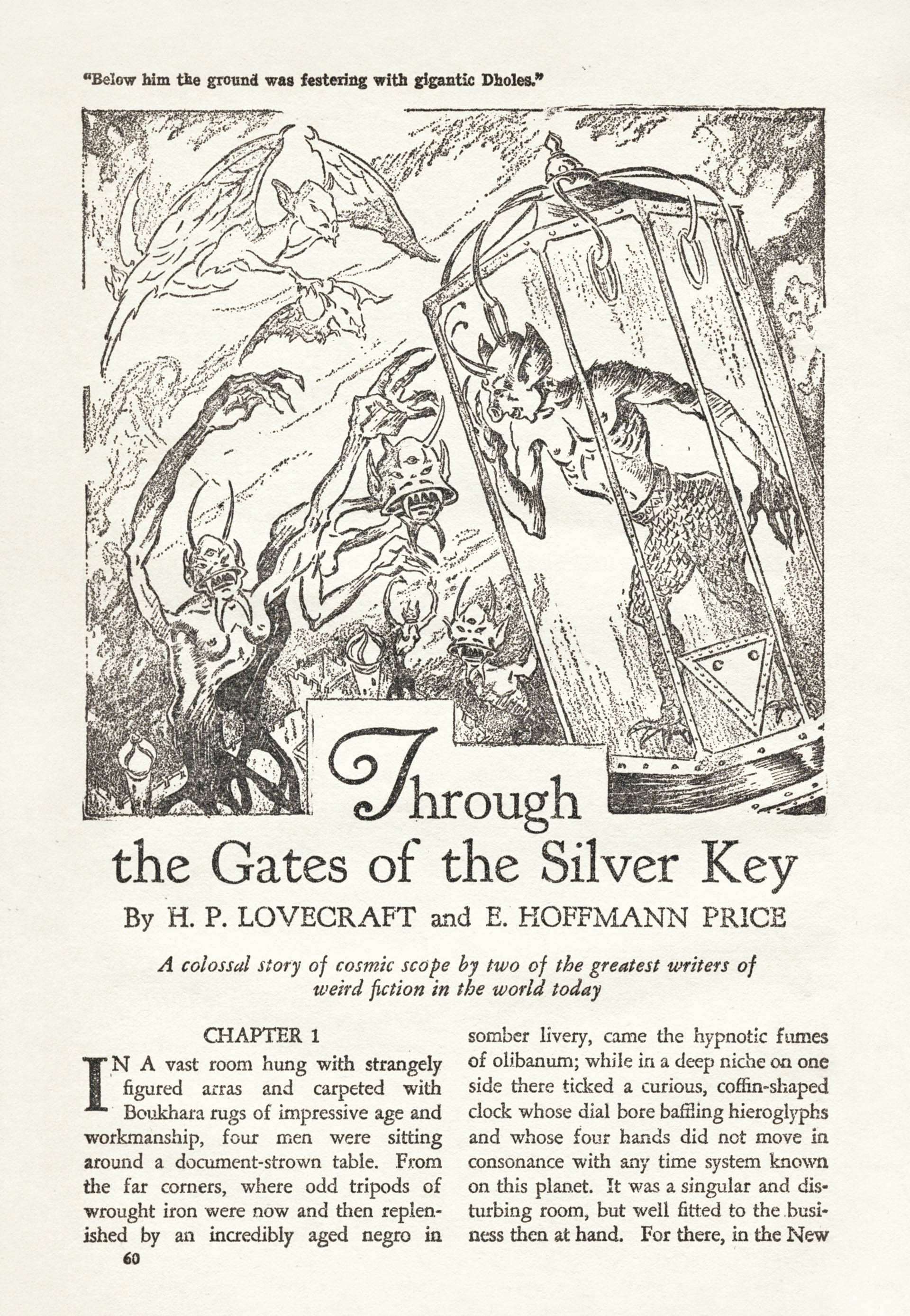
Титульна сторінка оповідання в журналі «Weird Tales», липень 1934 р. Ілюстрація Х. Р. Гаммонда

- Умр ат-Тавіл (англ. ’Umr at-Tawil) — Найдавніший (англ. Most Ancient One), можливо, це одне зі втілень Йог-Сотота, але на це немає вказівок.

У «Книзі Тота» сказано про страшну силу Його погляду. Тим, хто пішов слідом за Ним, не судилося повернутися, адже в безмежних просторах ширяють форми темряви (англ. Shapes of darkness), які поневолюють Дух. Шамблет (англ. Shambleth) у ночі зневажає Одвічний знак (англ. Elder Sign). Звірі, що стережуть таємні брами біля всіх поховань і харчуються злаками могил, ніщо, в порівнянні з Ним, він «Той, хто охороняє браму». Він здатний стрімко пронестися по всіх світах і жбурнути будь-кого в Безодню неназиваних пожирателів (англ. Abyss of unnamable Devourers). Бо він Умр ат-Тавіл, найдавніший у світі та його ім'я означає «Продовжувач життя» (англ. The Prolonged of life).
- Стародавні (англ. Ancient Ones) — в цьому творі представлені, як фігури невизначених форм, що сидять на п'єдесталах у космосі, зі скіпетрами в руках, спілкуються телепатично.

Форми були вдвічі вищі за людей, укутані тканиною нейтральних тонів, у їхніх контурах вгадувалася паралельна схожість із землянами. Говорили без слів. Вони були тим, чого боявся весь світ відтоді, як Ломар підвівся з моря, і Крилаті (англ. Winged Ones) прийшли на Землю, щоб навчити людей Стародавнім Знанням (англ. Elder Lore). Один із них підняв руку або щось, що їй відповідало. Тепер вони стали схожі на людей, хоч це були не люди. На їхніх покритих капюшонами головах заблищали тіари небачених кольорів, схожі на фігури, які невідомий скульптор висік у високих заборонених горах Тартару. У складках їхнього одягу виднілися довгі скіпетри з різьбленими кінцями, в яких уловлювалася гротескна, архаїчна таємниця.
- Йог-Сотот (англ. Yog-Sothoth) — Стародавній бог, якого Картер зустрів за «Останньою брамою». Йог-Состот — виняткова сутність, він вважає Стародавніх богів своїми власними проявами.

Безмежне Буття втілювало Все-в-Одному і Одне-у-Всім, про яке Картерові розповіли хвилі. Воно містило в собі як час і простір, так і весь універсум з його безмірним розмахом, який не знає меж, і перевершує будь-які фантазії і розрахунки математиків і астрономів. Можливо, в давнину жерці таємних культів називали його Йог-Сототом. Схожим на раків інопланетянам з Югготу він був відомий як «За-Краєм» (англ. Beyond-One). Його летючих вісників зі спіралеподібними мізками (англ. Vaporous brains of the spiral nebulae) впізнавали за неперекладним знаком.
- Абдул Альхазред (англ. Abdul Alhazred) — араб, містик, автор «Некрономікона».
- Шамблет (англ. Shambleth) — мандрівник у космосі. Це слово близьке до Шамблера з оповідання «Жах у музеї».
- Ґноррі (англ. Gnorri) — бородаті, оброслі плавцями істоти, будують лабіринти в похмурому морі біля Ілек-Вад. Згадуються в оповіданні «Загадковий будинок на туманній скелі».
- Тсатхоггуа (англ. Tsathoggua) — Стародавній бог, якому поклонялися в Гіпербореї. Згадується в творах: «Той, хто шепоче в пітьмі», «Курган», «Поза часом».
- Клешнерукі пихтливі істоти (англ. Clawed, snouted beings) — дивовижна раса з планети Яддит з довгими загнутими клешнями. Їхні тіла вигнуті як у гігантської комахи, зморщені та вкриті жорсткою лускою. Водночас у них є карикатурна схожість із людською фігурою. Істоти могли жити тисячоліттями.
- Бголи або Дгоули (англ. Bholes) — жахливі істоти, які поцятковали норами всю планету Яддит, внаслідок чого вона розвалюється на частини. Бголи з'являються в повісті «Сомнамбулічний пошук невідомого Кадата».
- Поріддя Ктулху (англ. Spawn of Cthulhu) — істоти, що населяли Землю мільйони років тому. Згадуються в повісті «У горах божевілля».

## Локалізація
- Мови: тзат-йо (англ. Tsath-yo), наакальська (англ. Naacal), р'лієгська (англ. R’lyehian).
- Давні міста: Шаддад, Петра, Земля дервішів, Ірем, Гіперборея.
- Країна снів: Їан-го (англ. Yian-Ho), Ленг (англ. Aeon-old Leng), Атлаанат (англ. Atlaanât), Ултар (англ. Ulthar), Ілек-Вад (англ. Ilek-Vad), Укранос (англ. Oukranos), Клед (англ. Kled).
- Планети: Яддит (англ. Yaddith), Китаніл (англ. Kythanil), Шонгі (англ. Shonhi), Мтура (англ. Mthura), Кат (англ. Kath), Юггот (англ. Yuggoth), Кайнарт (англ. Kynarth), галактика Шонгі (англ. Galactic Shonhi), Нептун, Юпітер, Марс.
- Зорі: фантастичний світ із п'ятьма різнокольоровими світилами, потрійна зоря Нітон (англ. Nython), Сонце.

## «Міфи Ктулху»
Лавкрафт створив окрему міфологічну базу про прибульців, які в давнину відвідували Землю — ці елементи лежать в основі «Міфів Ктулху». В оповіданні «Поклик Ктулху» описано міфи про прибульців, що спустилися із зір. У повісті «У горах божевілля» описано Нащадків Ктулху та Старців, які створили перших істот на Землі та Шогготів. У оповіданні «Поза часом» згадано гору Яддит-го та Поріддя Юггота. У повісті «За пеленою часу» Велика раса Йіт за допомогою машини переміщала свідомість у тіла інших іншопланетян та побудувала місто-бібліотеку, де описано тисячі світів. У оповіданні «За стіною сну» іншопланетний розум подорожував як світловий промінь крізь космос. У оповіданні «Фатум, що спіткав Сарнат» вперше згадано Стародавніх богів, які прийшли з Місяця.
Протягом усієї своєї творчості Лавкрафт згадує Стародавніх, Стародавніх богів, Стародавню расу, Старців, Старійшин (англ. Elder Ones), Старшу расу (англ. Elder Race), Расу гігантів (англ. Titan race), Старшу расу Землі (англ. Elder earth-race) тощо, але їх опис змінюється, адаптуючись під зміну інтересів автора. В оповіданні «Інші боги» згадано богів позаземного пекла.
Міфологія Стародавнього Єгипту часто слугує тлом для «Лавкрафтівських жахів», її також використовував Едгар По, послідовником якого є сам Лавкрафт. Лавкрафт ставить у центр космосу наймогутнішого з богів — Азатота. Однак у цьому оповіданні описано інше божество. У міфології Стародавнього Єгипту в центрі світу стоїть Предвічний бог Атум, який створив вісім головних богів (Огдоада), від яких походять сотні інших божеств. У космогонії Стародавнього Єгипту описано, що божества переміщаються в космосі та інших світах, щоб чинити цикл життя. «Перша брама» і «Остаточна брама» схожі на ворота в Інший світ або «Браму пекла».
Найдавніші мають риси нечистої сили. Зміїна печера є культовим місцем, де сектанти проводили шабаш. Деякі деталі оточення схожі на Потойбічний світ. Давні схожі на фігури в горах Тартару. Зупинити час може лише Диявол. Картер у космосі перетворюється і створює багато інших істот за своїм образом і подобою. Стародавній каже, що Картер — і решта його дітищ — це прояви образів вищого і єдиного божества.

## Заборонені книги
- «Пнакотичні манускрипти» (англ. Pnakotic Manuscripts)
- «Некрономікон» (англ. Necronomicon)
- Пергамент на мові Наакаль (англ. Naacal)
- «Книга Тота» (англ. Book of Thoth)
- «Таблички Нхінг» (англ. Tablets of Nhing)

## «Країна Лавкрафта»
Лавкрафт описує Землю в доісторичні часи:
Пейзаж описує неймовірні рослини, скелі, гори, нелюдські споруди. Там були підводні міста з їхніми мешканцями та вежі у Великих пустелях, де кулі, циліндри та безіменні крилаті істоти влітали в космос і приземлялися назад.
Лавкрафт описує хаотичні космічні світи в космосі та планету Яддит:
Примарний, фантастичний світ із п'ятьма різнокольоровими сонцями і запаморочливими чорними кручами, де мешкають схожі на тапірів істоти з клешнями, височіють химерні вежі і прорито страшні тунелі, а в небі ширяють циліндри. Планета міцніша від інших, пов'язана з іншими світами і, облаштовуючись на ній, Картер зміг здійснити низку подорожей на планети, з якими здавна торгували клешнерукі.

## Зв'язок з іншими творами
В оповіданні «Срібний ключ» описано основні положення історії Рендольфа Картера, прямим продовженням якої є це оповідання.
В оповіданні «Поклик Ктулху» описано невідомий острів посеред Тихого океану, де моряки знайшли гігантські будівлі і Ктулху.
У повісті «Шепіт у пітьмі» описано Мі-го з планети Юггот.
У повісті «Сновидні пошуки незвіданого Кадата» описано ширяння фігур на п'єдесталах.
В оповіданні «Сни у відьминому домі» відьма використовує символи, щоб переміщатися до інших світів, а герой також забуває потрібні з них.
В оповіданні «Невимовне» описано письменника Картера, згаданого в цьому оповіданні.
У повісті «Справа Чарльза Декстера Ворда» описано зв'язок чаклунів з космосом і вперше згадується Йог-Сотот.
В оповіданні «Поза часом» згадано Йан-хо.
В оповіданні «Безіменне місто» згадано Ірем.
Прибульців описано в окремій серії творів Лавкрафта: «За стіною сну», « З позамежжя», «Барва з позамежжя світу», «Шепіт у пітьмі», « У горах божевілля», «За пеленою часу», «Виклик ззовні», «У стінах Еріксу», «Крізь браму срібного ключа», «Вікно в мансарді», «Тінь з космосу» та " Нічне братство ".

## Медіа
«Крізь браму Срібного Ключа» представлені в «Lovecraftian: The Shipwright Circle» Стівена Філіпа Джонса. Його серія «Lovecraftian» поєднує оповідання Лавкрафта в єдиний всесвіт.

## Цитати
- Ілюзія — єдина реальність.
- Та й сам час не більш ніж ілюзія.